# Robyn Miller

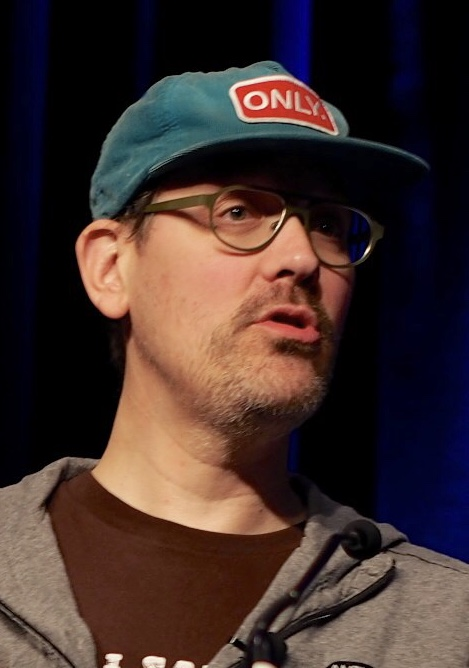

Robyn Charles Miller (6 de agosto de 1966, en Dallas, Texas) es el cofundador de Cyan Worlds (originalmente llamado Cyan) con su hermano Rand Miller. Después de sacar al mercado varias aventuras para niños, los hermanos finalmente dan al clavo con el exitoso juego Myst, el cual se mantuvo en el número uno de los juegos más vendidos de los años 90. Los hermanos, de igual forma, actuaron en varias partes del juego, con Robyn como Sirrus y Rand como Achenar y Atrus.
Luego de terminar Riven, la secuela de Myst, y haber trabajado 10 años en la industria de los videojuegos, Miller se fue de Cyan para dedicarse a temas ajenos a los juegos. Mucho después, formó una pequeña compañía productora llamada "Land of Point".
Miller es conocido por sus aportes en áreas de dirección y diseño, especialmente en el área de diseños estéticos, como se aprecia en el look and feel de universo de Myst y Riven. Richard Vander Wende fue el codirector y codiseñador de Riven, y fue igualmente el responsable de orquestar el lenguaje visual de los mundos.
Mientras tanto, en Cyan, Miller compuso los soundtracks de Myst y Riven. Hace poco, trabajó en un proyecto musical llamado Ambo, con Keith Moore. Alex Miller, hijo de Robyn, también es un músico activo que ha compuesto música bajo el seudónimo de Rabbit y Poe.

## Discografía
Como compositor:
- Myst: The Soundtrack (1995)
- Riven: The Soundtrack (1998)

Como miembro de Ambo:
- 1,000 Years and 1 Day (2005) con W. Keith Moore www.wkeithmoore.com